# Bad Abbach (Lengfeld)
Bad Abbach war zuletzt ein Gemeindeteil der Marktgemeinde Bad Abbach auf der Gemarkung Lengfeld.
Der Ort entstand als Ansiedlung im Umfeld des Bahnhofs Bad Abbach der 1874 eröffneten Bahnstrecke Regensburg–Ingolstadt. Wegen der Engstelle am südlichen Donauufer beim Mühlberg (426 m) wurde die Bahntrasse nicht über das Gemeindegebiet von Abbach geführt und deshalb die Station Abbach auf dem Gebiet der Gemeinde Lengfeld errichtet.
In der Ausgabe von 1877 der Amtliche Ortsverzeichnisse für Bayern wird Abbach bereits als Ort der Gemeinde Lengfeld gelistet, mit der topografischen Angabe Bahnhof und der Bemerkung  „1871 noch nicht vorhanden“. Für das Jahr 1875 werden 18 Einwohner festgestellt, 1885 sind es 18 Einwohner und vier Wohngebäude. Im Jahr 1961 werden 5 Wohngebäude und 55 Einwohner festgestellt, 1970 gibt es 59 Einwohner im jetzt als Dorf bezeichneten Ort der Gemeinde Lengfeld.
Bis zur Eingemeindung der Gemeinde Lengfeld nach Bad Abbach am 1. Mai 1978 war das Dorf Bad Abbach ein Gemeindeteil der Gemeinde Lengfeld. Auch nach der Eingliederung in den Markt Bad Abbach blieb der Ort ein amtlich benannter Gemeindeteil, nun mit Gemeindeschlüssel 09273116 und dem Gemeindeteilschlüssel 005. In der Dokumentation zur Volkszählung 1987 wurden die Einwohner des Gemeindeteils Bad Abbach (005) dem Gemeindeteil Bad Abbach (Hauptort) mit dem Gemeindeteilschlüssel 001 zugeordnet. Heute  wird der Ort dem Gemeindeteil Lengfeld zugeordnet, wann die formelle Aufhebung als Gemeindeteil erfolgte, ist nicht bekannt.